# Fabienne Liptay
Fabienne Liptay (* 1974 als Fabienne Will) ist eine deutsche Filmwissenschaftlerin.

## Leben
Liptay studierte Filmwissenschaft, Anglistik und Theaterwissenschaft an der Johannes Gutenberg-Universität Mainz. Mit einer Arbeit über Märchen im Film wurde sie dort von Thomas Koebner promoviert.
Von 2000 bis 2002 war Liptay als Freie Mitarbeiterin in der Redaktion des 3sat-Magazins Kulturzeit tätig. 2002 bis 2007 war sie wissenschaftliche Mitarbeiterin am Seminar für Filmwissenschaft an der Universität Mainz. Dort war sie am Aufbau einer bildwissenschaftlichen Forschergruppe beteiligt und ist Gründungsmitglied der Sektion „Bild“ im Interdisziplinären Forschungszentrums Neurowissenschaften (IFZN).
Von Oktober 2007 bis Oktober 2013 war Liptay Juniorprofessorin für Filmgeschichte an der Ludwig-Maximilians-Universität München an der Fakultät für Geschichts- und Kunstwissenschaften am Institut für Kunstgeschichte im Rahmen des Masterstudiengangs „Historische Kunst- und Bilddiskurse“ im Elitenetzwerk Bayern, im Wintersemester 2013/14 übernahm sie eine Vertretungsprofessur für Filmwissenschaft am Institut für Theaterwissenschaft.
Seit Januar 2014 ist Liptay ordentliche Professorin für Filmwissenschaft an der Universität Zürich.
Forschungsschwerpunkte sind Bild- und Erzähltheorien des Films sowie historische und aktuellen Wechselbeziehungen zwischen den visuellen Künsten und Medien. 
Gemeinsam mit Michaela Krützen und Johannes Wende gibt sie die Zeitschrift Film-Konzepte heraus.
Fabienne Liptay lebt und arbeitet in Zürich und ist verheiratet.

## Publikationen (Auswahl)
- WunderWelten. Märchen im Film (= Filmstudien. Bd. 26). Gardez!, Remscheid 2004, ISBN 3-89796-041-9 (Zugleich: Mainz, Universität, Dissertation, 2002).
- Herausgeberin mit Yvonne Wolf: Was stimmt denn jetzt? Unzuverlässiges Erzählen in Literatur und Film. edition text + kritik, München 2005, ISBN 3-88377-795-1.
- Herausgeberin mit Susanne Marschall und Andreas Solbach: Heimat. Suchbild und Suchbewegung (= Filmstudien. Bd. 25). Gardez!, Remscheid 2005, ISBN 3-89796-039-7.
- Herausgeberin mit Susanne Marschall: Mit allen Sinnen. Gefühl und Empfindung im Kino. Schüren, Marburg 2006, ISBN 3-89472-440-4.
- Herausgeberin mit Matthias Bauer und Susanne Marschall: Kunst und Kognition. Interdisziplinäre Studien zur Erzeugung von Bildsinn. Wilhelm Fink, München u. a. 2008, ISBN 978-3-7705-4451-6.
- Reihenherausgeberin mit Michaela Krützen und Johannes Wende: Film-Konzepte, edition text + kritik, München, ISSN 1861-9622, (Vierteljahresschrift; erscheint seit Januar 2006).
- Herausgeberin mit Matthias Bauer: Filmgenres. Historien- und Kostümfilm. Philipp Reclam jun., Stuttgart 2013, ISBN 978-3-15-019064-7.